# Félix J. Tapia
Félix J. Tapia (Caracas, 24 de septiembre de 1951) es biólogo celular, docente e investigador de la Universidad Central de Venezuela, pionero en el país en el área de respuesta inmunitaria local durante la infección con herramientas moleculares y en el estudio de las células epidérmicas de Langerhans y otras células dendríticas en humanos infectados con Leishmania.

## Contribuciones
Durante su trayectoria como investigador se ha dedicado a la caracterización celular y al estudio de las citocinas y poblaciones linfocitarias en tejidos, utilizando como modelo las lesiones de leishmaniasis. Conjuntamente con su equipo de trabajo, se convierte en el primero en documentar la participación y el papel de estas poblaciones en lesiones durante el curso de la leishmaniasis en humanos, cuyos datos fueron relevantes para el desarrollo de estrategias novedosas en la inmunoterapia y las vacunas contra las enfermedades contagiosas. Recientemente, él y su grupo muestran el concepto de la epidermis como un sistema inmuno-regulador con un papel crítico en la respuesta inmune primaria y como lugar de activación de los linfocitos T, aspecto relevante en la inmunopatología de la enfermedad y en los mecanismos de inmunoprofilaxis.

## Formación académica
Cursó sus estudios universitarios en la Concordia University, Montreal, Canadá, donde obtuvo el grado de Bachelor of Science, Major Biology (Licenciatura en Biología, 1975). Sus estudios de postgrado los realizó en la Universidad de Londres, Inglaterra, Reino Unido (1983), obteniendo el título de Master en Phylosophy.
Ha realizado una gran variedad de cursos de especialización y mejoramiento profesional entre los que destacan genética avanzada y citogenética, métodos en virología molecular, radionucleidos en Investigación, técnicas de identificación de los productos de transcripción genómica, inmunología e inmunopatología de enfermedades infecciosas, ingeniería genética y PCR: técnicas moleculares y aplicaciones de DNA en diagnóstico. También realizó pasantía en técnicas de hibridación in situ y reacción en cadena de la polimerasa (PCR) en el Departamento de Dermatología de la Universidad de Southern California, Los Ángeles, EE. UU.. Además de sus estudios académicos en el área científica, también se formó en el campo de las artes, específicamente en la música, cursando diez años de apreciación musical en el Centro Mozarteum de la Fundación Cisneros, bajo la tutela de Daniel Salas.

## Investigación
Se inicia como investigador en el Instituto de Biomedicina de la Universidad Central de Venezuela en 1976, actividad que ha desarrollado por más de 30 años. Al cabo de tres años de su contratación, los supervisores a su cargo deciden enviarlo a continuar con su especialización en el Centro de Ácidos Nucleicos, Roma, Italia, institución que contaba con la presencia de Rita Levy Montalcini, galardonada con el Premio Nobel por sus trabajos con la hormona de crecimiento. Pasados diez meses en esa institución surge la posibilidad de continuar su formación en la Escuela Real de Postgrado Médico de la Universidad de Londres, Hospital de Hammersmith, donde tuvo la oportunidad de trabajar con Julia Polak, reconocida investigadora judío-argentina, pionera en el cultivo de tejidos para trasplantes y quien para ese entonces se encontraba entre las diez personas con más artículos publicados a nivel mundial. Durante sus años de adiestramiento trabajo con Polak en la investigación de tumores neuroendocrinos del páncreas, ayudando a identificar a la enzima Enolasa Específica Neuronal (NSE), la cual permite la caracterización de estos.
De regreso al país inicia su investigación acerca de la leishmaniasis, área que le había interesado desde mucho antes de viajar a Italia, donde llegó a conocer al investigador venezolano Félix Pifano, referencia internacional en el campo, y en alianza con Robert Modlin (enlace roto disponible en Internet Archive; véase el historial, la primera versión y la última)., investigador de la Universidad de Southern California, enfoca su trabajo hacia la inmunología de las lesiones causadas por el parásito. Sus investigaciones en esta área se han concentrado en el papel de las células dendríticas y de los linfocitos T, permitiéndole ser el primero en identificar el rol de estas en la leishmaniasis. Se ha enfocado en la forma cutánea de la enfermedad, trabajando con un modelo de Leishmania mexicana.
Ha participado y ha sido responsable de diversos proyectos de investigación entre los cuales se encuentran:
- Host parasite relationship in canine leishmaniasis (L.infantum/L.chagasi). Development and validation of the dog model”. Proyecto de la Comunidad Europea, desde marzo de 1998 hasta septiembre de 2001 (como coinvestigador por Venezuela y bajo la responsabilidad de Jorge Alvar)
- “Development and experimental immunization with Langerhans cell-directed DNA vaccine against leishmaniasis”. Proyecto ID 970689 SW7gel de la Organización Mundial de la Salud, Programa Especial para Investigaciones de Enfermedades Tropicales, UNDP/World Bank/WHO, desde septiembre de 1998 hasta enero de 2002 (como investigador responsable).
- “Rutas y señales inmunológicas en la patogénesis de la leishmaniasis cutánea americana”. Proyecto S1-98000041, CONICIT, desde septiembre de 1998 hasta septiembre de 2003 (como investigador responsable)
- “Fortalecimiento del Instituto de Biomedicina como Centro de Excelencia; Subproyecto ‘Migración de las células dendríticas de la piel y la formación de la sinapsis inmunológica en la leishmaniasis cutánea americana”, Proyecto Iniciativa Científica del Milenio No. 4572-b, Ministerio de Ciencia y Tecnología, FONACIT y Banco Internacional de Reconstrucción y Fomento (BIRF), desde mayo de 2003 (como investigador responsable del subproyecto).
- “Leishmaniasis Visceral Canina: Estudio Epidemiológico e inmunológico en focos endémicos del estado Nueva Esparta del principal reservorio de la Enfermedad en Venezuela”. Proyecto grupal del FONACIT, desde marzo de 2006 (como coinvestigador, y bajo la responsabilidad de Martín A. Sánchez).

## Docencia y gerencia universitaria
La docencia ha formado parte importante de su trayectoria académica, ya que para él la formación de un relevo generacional es tan importante como el trabajo de investigación. Ha sido docente de pregrado en la cátedra de Inmunología de la Escuela de Medicina “José María Vargas” y en los postgrados de Dermatología, Dermopatología y Microbiología Médica de la Facultad de Medicina de la Universidad Central de Venezuela. Adicionalmente, ha coordinado el curso de Inmunología para los postgrados adscritos la mencionada Facultad. También ha sido docente invitado en la Universidad Simón Bolívar, la Universidad del Zulia y la Universidad de Los Andes.
En el área de la gerencia universitaria dentro de la Universidad Central de Venezuela se ha desempeñado como Coordinador del Laboratorio de Biología Molecular del Instituto de Biomedicina, Facultad de Medicina, y Gerente de Área del Consejo de Desarrollo Científico y Humanístico ( CDCH-UCV). Adicionalmente, forma parte de múltiples sociedades científicas profesionales en las que se destacan la Fraternidad para Biólogos Phi Lambda Rho de la Concordia University (Montreal, Canadá); la Asociación Venezolana para el Avance de la Ciencia (AsoVAC) como Secretaria General del Capítulo Caracas; el Immunocytochemestry Club de la Universidad de Londres; el Colegio de Egresados en Ciencias; la Sociedad Venezolana de Dermatología (Miembro Honorario); la Sociedad Iberoamericana para Investigaciones sobre Interferón; la Sociedad Parasitológica Venezolana como Secretario de Actas y Secretario de Organización; la Asociación para le Progreso de la Investigación Universitaria (APIU-UCV) y miembro fundador del Club de Inmunología Experimental, junto a Martín A. Rodríguez y José Corado.

## Distinciones
A lo largo de su trayectoria profesional, su trabajo ha sido reconocido a nivel nacional e internacional, entre la más importantes destacan su nombramiento como miembro electo de la "International Cell Research Organization" (ICRO), UNESCO (1989); Miembro Honorario de la Sociedad Venezolana de Dermatología (1993); el Premio Fundación Empresas Polar “Lorenzo Mendoza Fleury”, Convocatoria XII (2005); la Orden José María Vargas de la Universidad Central de Venezuela, Segunda Clase (2010) y su nombramiento como miembro de la Academia de Ciencias de América Latina (ACAL, abril 2018). También ha sido galardonado con el premio "Voz de la Ciencia", otorgado por el Instituto de Investigaciones biomédicas, conjuntamente con la Incubadora Venezolana de la Ciencia, por todos los aportes realizados en la promoción de la Ciencia en Venezuela (2019).

## Publicaciones
Ha publicado más de 100 artículos en revistas científicas y capítulos en libros, ha sido miembro de los comités editoriales de las revistas Histology and Histopathology, Acta Microscópica, Dermatología Venezolana, Vitae e Immunobiology. Forma parte de los comités editoriales de Our Dermatology, Journal of Microbiology & Experimentation e International Journal of Clinical Dermatology & Research.
Algunas de sus publicaciones más relevantes:
- Molecular and Immune Mechanisms in the Pathogenesis of Cutaneous Leishmaniasis. Tapia, F.J., Cáceres-Dittmar, G., Sánchez, M.A. (editores), publicado por R.G. Landes Co. Bioscience Publishers, Austin, Texas, Estados Unidos, 1996.[3]
- Modlin, R.L., Tapia, F.J., Bloom, B.R., Gallinoto, M.E., Castés, M., Rondón, A.J., Rea, T.H., Convit, J. In situ characterization of the cellular immune response in American cutaneous leishmaniasis. Clin. Exp. Immunol. 1985; 60:241 248.[4]
- Tapia, F.J., Cáceres Dittmar, G., Acuña, L., Mosca, W. Epidermal Langerhans cells in infectious diseases. Histol. Histopathol. 1989; 4:499 508.[5]
- Cáceres-Dittmar, G., Sánchez, M.A, Oriol, O., Kraal, G., Tapia, F.J. Epidermal compromise in American cutaneous leishmaniasis. J. Invest. Dermatol. 1992; 99:95S-98S.[6]
- Cáceres-Dittmar, G., Tapia, F.J., Sánchez, M.A., Yamamura, M., Uyemura, K., Modlin, R.L., Bloom B.R., Convit, J. Determination of the cytokine profile in American cutaneous leishmaniasis using the polymerase chain reaction. Clin. Exp. Immunol. 1993; 91:500-505.[7]
- Tapia, F.J., Cáceres-Dittmar, G., Sánchez, M.A., Fernández, C.T., Rondón, A.J., Convit, J. Adhesion molecules in lesions of American cutaneous leishmaniasis. Exp. Dermatol. 1994; 3:17-22.[8]
- Tapia, F.J., Cáceres-Dittmar, G., Sánchez, M.A. Inadequate epidermal homing leads to tissue damage in human cutaneous leishmaniasis. Immunol. Today 1994; 15:160-165.[9]
- Díaz, N.L., Fernández, M., Figueira, E., Ramírez, R., Monsalve, I.B., Tapia, F.J. Nitric oxide and cellular immunity in experimental cutaneous leishmaniasis. Clin Exp. Dermatol. 2003; 28:288-293.[10]
- Ruiz, M.R., Quiñones, A.G., Díaz, N.L., Tapia, F.J. Acute immobilization stress induces clinical and neuroimmunological alterations in experimental murine cutaneous leishmaniasis. Br. J. Dermatol. 2003; 149:731-738.[11]
- Ponce, L.V., Corado, J., Díaz, N.L., Tapia, F.J. Adoptive transfer of dendritic cells modulates immunogenesis and tolerogenesis in a neonatal model of murine cutaneous leishmaniasis. Kinetoplastid Biol. Dis. 2005; 4:2.[12]
- Tapia, F.J., Diaz, N.L., Rodriguez, O.L., Sánchez, M.A. Tegumentary Leishmaniasis: Immunology and Molecular Biology. Gazeta Med Bahia 2009; 79, Supl 3: 84-90.[13]
- Díaz, N.L., Zerpa, O., Tapia, F.J. Chemokines and chemokine receptors expression in the lesions of patients with American cutaneous leishmaniasis. Mem. Inst. Oswaldo Cruz 2013; 108:446-452.[14]
- Díaz, N.L., Zerpa, O., Tapia, F.J. Expresión de TLR2, 4, 9 y presencia de células tipo NK CD56 positivas en lesiones de pacientes con diferentes formas de clínicas de leismaniasis cutánea americana. Bol. Mal. Salud Amb. 2014; 54:20-28.[15]